# Muhammad III. al-Husain

Muhammad III. al-Husain, Sadok Bey

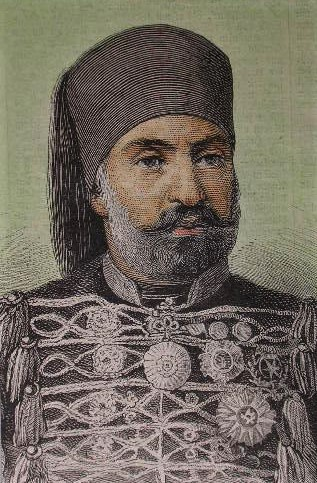
Muhammad III. al-Husain, Sadok Bey (1877)

Muhammad III. al-Husain (* 1814; † 28. Oktober 1882  in Bardo; arabisch أبو عبد الله محمد الصادق باشا باي, DMG Abū ʿAbd Allāh Muḥammad aṣ-Ṣādiq Bāšā Bāy) war als Sadok Bey von 1859 bis zu seinem Tode Bey von Tunis.

## Leben
Muhammad III. war der Sohn von Husain II. al-Husain und Bruder seines Vorgängers Bey Muhammad II. al-Husain (1855–1859), zu dessen Nachfolger er am 10. Juni 1855 ernannt wurde. Am gleichen Tag wurde er zum Divisionsgeneral in der Osmanischen Armee ernannt, nach Antritt seiner Regentschaft wurde er am 10. Dezember 1859 zum Marschall befördert. Als ältestes Familienmitglied der Dynastie der Husainiden trat er seine Regentschaft am 21. September 1859 als Bey an, ab dem 25. Oktober 1871 war er bis zu seinem Tod Bey und Herrscher des Königreichs von Tunis. Er übernahm den schon unter seinen beiden Vorgängern hemmungslos korrupt agierenden Ersten Minister Mustafa Khaznadar. Vergeblich versuchte er durch Entsendungen seiner Generäle nach Paris auch die gestohlenen Gelder zurückzuerhalten, die der Profiteur Mahmoud Ben Ayed dem Staatshaushalt durch Vermögensabzweigung und Flucht nach Frankreich entzogen hatte.
Im Jahr seines Regentschaftsantritts wurde mit Frankreich die Einrichtung einer Telegraphenverbindung vereinbart. Obwohl der „Fundamental-Akt“ bereits unter seinem Vorgänger auf heftigen Widerstand gestoßen war, erneuerte Muhammad III. 1861 ihn. Er legte nach der Batto-Sfez-Affäre (1857) um den gelynchten Juden Batto Sfez (auch: Braïtou Sfez) auf Druck Frankreichs am 23. April 1861 die erste moderne arabische Verfassung (Destur) vor. Die französische Regierung hatte drohend ein Geschwader vor La Goulette ankern lassen. Die Verfassung schränkte seine Rechte als Bey ein und versprach eine Gewaltentrennung. Der juristische Verfahrensablauf änderte sich, eine oberste Gerichtsbarkeit sollte entstehen. Die Verfassung gewährte Europäern und jüdischen Bürgern die gleichen Rechte wie den einheimischen Muslimen. Unter den geänderten gesetzlichen Voraussetzungen durften auch sie Grundbesitz erwerben, damit sollte der Zuzug europäischer Einwohner verstärkt und der Handel mit Frankreich belebt werden. 
1863 nahm er auf Anraten seiner Minister den ersten Auslandkredit von 25 Millionen Francs an. Da das Geld nicht im ordentlichen Staatshaushalt verbucht wurde, war es nach weniger als einem Jahr verbraucht, ohne dass damit, wie geplant, interne Schulden bedient wurden. Die geplante Verfassung trat nicht in Kraft. Sie wurde nach Aufständen der unter Hungersnot und Seuchen leidenden Bevölkerung gegen die Verdoppelung der Kopfsteuer Mejba 1864 suspendiert. Die Armee wurde beauftragt, das Geld einzutreiben. Am 7. Oktober 1864 hatte Sadok Bey einen von Ali Ben Ghedhahem angeführten Aufstand der tunesischen Stämme in der Schlacht von Kalaa Kebira blutig beenden lassen. Trotz der Reformvorhaben reichte die Wirtschaftskraft des Landes nicht aus, um sie auch umzusetzen. Eine grundlegende Belebung der Wirtschaft gegenüber der europäischen Konkurrenz gelang nicht. Vielmehr stieg die Staatsverschuldung mit neu eingegangenen Krediten im März 1865 so stark an, dass Tunesien 1867 bankrott war im Juli 1869 unter die Finanzkontrolle von Frankreich, Großbritannien und Italien kam. Die Monarchie hatte Schulden in der Höhe von 125 Millionen Goldfrancs angehäuft. 
In der Folgezeit versuchte General Cheir ad-Din at-Tunusi als Großwesir (1873–1877) die Verwaltung zu reorganisieren und die Korruption unter Mustafa Khaznadar zu bekämpfen. Dafür wurden moderne Schulen wie das Collège Sadiki errichtet, um Personal für einen neuen effizienten Verwaltungsapparat ausbilden zu können. Als sich at-Tunusi wieder verstärkt an das Osmanische Reich anlehnte, um die Unabhängigkeit Tunesiens zu behaupten, wurde er im Juli 1877 zur Abdankung gezwungen. Nun musste Muhammad III. im Bardo-Vertrag (1881) das französische Protektorat über Tunesien anerkennen, nachdem das Land im Frühjahr 1881 auf Anweisung von Jules Ferry von französischen Truppen besetzt worden war. Anlass dazu bot Frankreich eine tunesische Grenzverletzung zu Algerien, konkrete Entwürfe für einen Protektionsvertrag gab es jedoch schon seit 1879.
Muhammad III. starb 1882 in seinem Palast in Bardo eines natürlichen Todes und wurde im Mausoleum Tourbet El Bey in der Medina von Tunis beigesetzt. Sein jüngerer Bruder Ali al-Husain wurde von 1882 bis 1902 sein Nachfolger als Ali III.

## Ehrungen
- Honorary Knight Grand Cross des Order of the Bath (1865)
- Ritter des spanischen Ordens vom Goldenen Vlies (1870)